# Groenoogje
Groenoogje (Micarea viridileprosa) is een korstmossoort uit de familie Byssolomataceae. Het leeft in symbiose met de alg Micareoid. 

## Determinatie
Het oplichtend groene thallus is rond en heeft een diameter van 2 cm. De soralen zijn groen tot blauwgrijs en 0,1–0,2 mm. Apotheciën zijn meestal afwezig. Indien aanwezig zijn ze witachtig, convex, zonder duidelijke rand, niet boven het thallus uitstekend en 0,1–0,5 mm doorsnede. Met C vertonen zowel het thallus, de soralen en de apotheciën een oranje kleurreactie. Doordat de grondkleur groen is komt dit vaak oranje over. Met KC+ kleurt het rood.
De ascus heeft een afmeting van 30–44 × 12–20 µm. De ascosporen zijn hyaliene, 0–1(–2) gesepteerd, meten 8–12(–14) × 1.3–2 μm en vaak met 1–4 oliedruppels.

### Gelijkende taxa
Het lijkt op okerbruine veenkorst met tevens een C+ reactie, maar deze heeft een bruine tint.

## Ecologie
Groenoogje komt voor in oligotrofe, zure milieus. Terrestrisch is het te vinden op zuur strooisel of mor, dikwijls op steilkanten. Epifytisch wordt het soms aangetroffen op boomvoeten en twijgen. Ook op dood hout en onder horsten wordt het vaak aangetroffen. Epilitisch wordt het vooral aangetroffen op hunebedden en zwerfstenen.

## Verspreiding
Groenoogje komt voor in Europa en is enkele malen waargenomen in Noord-Amerika. In Nederland is het een vrij zeldzame soort.